# Département des Manuscrits de la Bibliothèque nationale de France
Le département des manuscrits de la Bibliothèque nationale de France est par ordre historique le premier département de collections de la Bibliothèque nationale de France réunissant ses collections de manuscrits, d'enluminures et d'archives. Il a été créé en 1720, en même temps que le département des Imprimés, le cabinet des estampes, et celui des médailles. Situé sur le site Richelieu (5 rue Vivienne, dans le 2e arrondissement de Paris), ce pôle d'excellence en matière d'informations historiques et généalogiques est l'un des fonds les plus considérables pour écrire l'histoire de France, depuis le sommet de l'État jusque dans les anciennes provinces.

## Histoire
La Bibliothèque royale possédait depuis ses origines qui remontent à Gilles Mallet, « premier garde de la Librairie », des manuscrits précieux, transportés à Amboise, Blois, ou Fontainebleau puis à Paris depuis le XVIe siècle. L'installation de la Bibliothèque du Roi à l'Hôtel de Nevers (rue de Richelieu) et l’ouverture au public depuis 1720 a amené la création de plusieurs cabinets, dont celui des manuscrits. En son sein ont été réunis depuis cette époque nombre de collections privées acquises par la Couronne ou données par des mécènes, puis des écrivains ou leurs familles. 
Parmi les collections d'intérêt, le Cabinet généalogique a servi dès cette ouverture au public, de base à l'actuel Cabinet des titres. Constitué à partir des collections de Gaignières et d'Hozier, ce cabinet contient essentiellement des pièces relatives à l'histoire de la noblesse. Le regain d'intérêt au XVIIIe siècle pour les droits de la noblesse et le développement des honneurs de cour ou d'institutions réservées aux enfants nobles, eut pour effet une politique très suivie d'achat de pièces, de notes ou de généalogies manuscrites, mais eu également pour conséquence le dépècement de certains manuscrits pour procéder au classement de document par famille.
Abraham Charles Guiblet, généalogiste du roi et du régent, puis vers 1745 l'abbé de La Cour s'occupèrent des premiers classements et accroissements. Leurs acquisitions furent à l'origine des grandes collections sur les Provinces de France (Bourgogne, Lorraine) et ils firent entrer un grand nombre de collections de documents originaux, dont plusieurs provenaient de la Chambre des comptes. À l'abbé de La Cour, décédé, succéda en 1779 l'abbé de Gévigney jusqu'en 1784, puis l'abbé Coupé qui était encore à ce poste sous la Restauration. C'est à l'abbé Coupé que revint la tâche de classer et d'ordonner les soixante tonnes de parchemins originaux rachetés en 1784-1785 à Beaumarchais et versés à la collection des Pièces originales du cabinet des Titres, sur le modèle des classements déjà effectués pour le reste par l'abbé de La Cour.

## Manuscrits français et latins
Le département contient plusieurs séries de classement de ses manuscrits, différent du classement par collection (voir ci-après).
- Manuscrits français (Ms fr.)
- Manuscrits latins (Ms lat.)

- Nouvelles acquisitions françaises (Nouv. acq. fr.)
- Nouvelles acquisitions latins (Nouv. acq. lat.)

Ce sont des séries continues.

## Collections
Ce département comprend environ 1 220 000 manuscrits, et de nombreux imprimés. Les collections se répartissent d'intérêt historique de premier plan :
- Cabinet des titres, qui contient environ 6 800 manuscrits de papiers concernant principalement les anciennes familles françaises, et particulièrement celles de la noblesse. Ses collections sont réparties comme suit :
  - Collection des Pièces originales : 3 061 volumes de documents manuscrits reliés et classés formés d'épaves de l'ancienne Chambre des comptes de Paris, et achetés à Beaumarchais en 1784 ;
  - Collection des Dossiers bleus : 684 volumes de notes manuscrits de Charles d'Hozier et de François-Roger de Gaignières ;
  - Collection des Carrés d'Hozier : 652 volumes de documents manuscrits familiaux du XVIIIe siècle ;
  - Collection du Cabinet d'Hozier : 344 volumes de dossiers généalogiques formés par les juges d'armes de France (famille d'Hozier ;
  - Collection du Nouveau d'Hozier : 337 volumes de preuves de noblesse pour divers places réservées aux plus anciennes familles françaises ;
  - Collection Chérin : 214 volumes de preuves pour les mêmes places, réunies par Bernard Chérin, généalogiste des ordres du roi.
  - Armorial général de France.
- Collections d'érudits : Collection Baluze, Collection Clairambault, Joly de Fleury, Duchesne
- Collection des provinces de France
- Fonds des Mélanges Colbert (manuscrits de l'ancienne et célèbre bibliothèque colbertine, rachetés par le roi en 1728)
- Fonds anciens de plusieurs abbayes parisiennes
- Fonds maçonnique
- Manuscrits d'écrivains : Charles d’Orléans, Bossuet, Jean-Jacques Rousseau, Gustave Flaubert, Stendhal, Colette, etc.
- Fonds Smith-Lesouëf : 300 vol. de manuscrits français et étrangers (dont chinois, japonais, vietnamien), donnés en 1913 par A. Lesouëf et M. Smith.

## Liste des directeurs du département
- 1720-1726 : Jean Boivin
- 1726-1731 : Louis de Targny
- 1737-1741 : François Sevin
- 1741-1759 : Anicet Melot
- 1759-1761 : Jean Capperonnier
- 1761-1787 : François Bejot
- 1787-1792 : Jean Jacques Antoine Caussin de Perceval
- 1792-1793 : René-Gabriel-Félix Grégoire-Desaunays
- 1793-1793 : Jean Baptiste Coeuilhe
- 1793-1795 : Bélissen
- 1795-1800 : Pierre Jean-Baptiste Legrand d'Aussy (français et langues modernes)
- 1795-1815 : Gabriel de La Porte du Theil (langues grecques et latines)
- 1795-1824 : Louis-Mathieu Langlès (langues orientales)
- 1815-1829 : Jean-Baptiste Gail (manuscrits grecs et latins)
- 1824-1832 : Abel Rémusat (manuscrits orientaux)
- 1830-1833 : Bon-Joseph Dacier (manuscrits modernes)
- 1833-1838 : Antoine-Isaac Silvestre de Sacy (manuscrits orientaux)
- 1828-1848 : Champollion-Figeac (manuscrits modernes)
- 1848-1852 : Jean-Barthélemy Hauréau
- 1852-1854 : Benjamin Guérard
- 1829-1864 : Charles-Benoît Hase
- 1854-1870 : Natalis de Wailly
- 1854-1867 : Joseph Toussaint Reinaud (manuscrits orientaux)
- 1870-1874 : Léopold Delisle
- 1874-1888 : Henri-Victor Michelant
- 1890-1899 : Michel Deprez
- 1900-1933 : Henri Omont
- 1934-1941 : Philippe Lauer
- 1941-1942 : Jean Porcher
- 1942-1944 : Robert Devreesse
- 1944-1945 : Paul Martin Bondois (par intérim)
- 1945-1963 : Jean Porcher
- 1963-1978 : Marcel Thomas
- 1978-1986 : Roger Pierrot
- 1986-2000 : Florence Callu
- 2000-2006 : Monique Cohen
- 2006-2011 : Thierry Delcourt
- 2012-2023 : Isabelle Le Masne de Chermont
- 2023-     : Guillaume Fau

### Sources
- Léopold Delisle, Le cabinet des manuscrits de la Bibliothèque impériale ; étude sur la formation de ce dépôt comprenant les éléments d'une histoire de la calligraphie, de la miniature, de la reliure, et du commerce des livres à Paris avant l'invention de l'imprimerie, Paris, 2 vol. 1868.
- Jean-Philippe Gérard, Répertoire des ressources généalogiques et héraldiques du département des manuscrits de la Bibliothèque nationale de France, Versailles : Mémoire et documents, 2003.